# A Ghost Is Born
A Ghost Is Born è il quinto album discografico della band alternative rock di Chicago dei Wilco, pubblicato nel 2004.

## Il disco
Si tratta del secondo album (dopo Yankee Hotel Foxtrot) pubblicato dal gruppo per la Nonesuch Records.
L'album è stato prodotto da Jim O'Rourke, che aveva già partecipato al precedente album e che era membro del progetto parallelo Loose Fur. Jeff Tweedy, dopo l'addio di Jay Bennett, diventa qui chitarrista principale oltre che cantante ed autore.
Inoltre vi partecipa per la prima volta il tastierista Mikael Jorgensen, che comunque aveva già collaborato col gruppo. John Stirratt, unico membro insieme a Tweedy della formazione iniziale, suona basso e chitarra. Glenn Kotche e Jim O'Rourke sono rispettivamente batterista e polistrumentista. Leroy Bach suona tastiere e chitarre.
Il brano I'm a Wheel è stato pubblicato come singolo nel luglio 2004 nel formato 7" in vinile assieme alla B-side Kicking Television.
Per quanto riguarda le vendite, l'album ha raggiunto la posizione numero 8 della Billboard 200. Inoltre è entrato in classifica anche in diversi Paesi europei: Norvegia, Svezia, Belgio, Irlanda, ed in Nuova Zelanda.
Ha venduto circa 590 000 copie ed è stato certificato disco d'oro dalla Recording Industry Association of America.
Nel 2005 il disco si è aggiudicato due Grammy nelle categorie "Best Alternative Music Album" e "Best Recording Package".

## Tracce
1. At Least That's What You Said – 5:33
2. Hell Is Chrome – 4:38
3. Spiders (Kidsmoke) – 10:46
4. Muzzle of Bees – 4:56
5. Hummingbird – 3:11
6. Handshake Drugs – 6:07
7. Wishful Thinking – 4:41
8. Company in My Back – 3:46
9. I'm a Wheel – 2:37
10. Theologians – 3:36
11. Less Than You Think – 15:04
12. The Late Greats – 2:31

## Formazione
Gruppo
- Jeff Tweedy - voce, chitarre, synth, basso acustico, loops, altri strumenti
- John Stirratt - basso, chitarra, cori, piano, synth
- Glenn Kotche - batteria, percussioni, dulcimer, synth
- Leroy Bach - piano, organo, basso, vibrafono, chitarra, synth
- Mikael Jorgensen - piano, rocksichord, farfisa, organo, synth
- Jim O'Rourke - piano, basso, chitarra, ARP 2600, synth, altri strumenti, produzione

Altri musicisti
- Frankie Mountuoro - dulcimer,
- Karen Waltuch - viola
- Tim Barnes - percussioni